# Georges Claes
Georges Claes, nascido a 7 de janeiro de 1920 em Boutersem e falecido a 14 de março de 1994 em Lovaina, foi um ciclista belga. Profissional de 1939 a 1953, ganhou a Paris-Roubaix em 1946 e 1947.

## Palmarés
- 1941
  - Circuito da Bélgica, mais 1 etapa
  - Tour de Hesbaye
  - Grande Prêmio da Villa de Zottegem

- 1942
  - Tour de Hesbaye
  - Grande Prêmio do 1º de Maio
  - Grande Prêmio Stad Sint-Niklaas
  - 1.º no Stadsprijs Geraardsbergen

- 1943
  - 2.º no Campeonato da Bélgica de ciclismo de estrada 
  - Grande Prêmio Stad Sint-Niklaas

- 1946
  - Paris-Roubaix

- 1947
  - Paris-Roubaix
  - Tour de Limburgo

- 1949
  - Circuito de Flandres oriental
  - Circuito des monts du sud-ouest